# Európai Filmdíjak 1996
A 9. Európai Filmdíj-átadó ünnepséget (9th European Film Awards), akkori nevén 9. Felix-gálát 1996. november 8-án tartották meg a Berlinben, a Lützowplatzon felállított óriás kék cirkuszsátorban. A gálán az előző évben hivatalosan bemutatott, az Európai Filmakadémia (EFA) 99 tagja szerint legjobb európai filmeket, illetve alkotóikat részesítették elismerésben.
A 9. díjátadó gálán osztották ki utoljára Felix-díj néven a szobrocskákat, mivel a következő évben az elnevezéssel is szakítva, egy női alakot formázó trófeát adtak át. Az ünnepségre érkező vendégeket az EFA újonnan megválasztott ügyvezető elnöke, Nik Powell brit producer, valamint Rosana Pastor spanyol színésznő köszöntötte.
1996-ban az előző évi három műfaji, egy életmű és kritikusi Felix-díj mellett ismét értékeltek alkotókat is: díjat osztottak ki a legjobb színészi teljesítményekért, valamint a legjobb forgatókönyvírónak, továbbá ez évtől értékelték a legjobb nem európai filmeket is. Ez utóbbi díjra történő jelölést az Európai Filmakadémia a Screen International magazin együttműködésével és támogatásával végezte, ezért a díj a Screen International öt kontinens díja (Screen International Five Continents Award) elnevezést kapta. Tekintettel arra, hogy a díjátadás közvetítésében szerepet vállalt az ARTE európai kulturális televíziós csatorna, a dokumentumfilmek addigi Felix-díj megnevezése hivatalosan legjobb európai dokumentumfilm – Arte díj (European Documentary Award – Prix Arte) lett.
Az év legjobb európai filmjéért, illetve a legjobb európai újoncfilmjéért folyó verseny előzetes válogatásba 10-10 nagyjátékfilm került be. E listákból állították össze a három-három jelöltet tartalmazó szűkített listákat, s választotta ki közülük az Ettore Scola olasz rendező által elnökölt zsűri a nyerteseket.
A legsikeresebb alkotás a dán Lars von Trier Hullámtörés című, az 1996-os cannes-i filmfesztiválon nagydíjat nyert filmdrámája lett: megszerezte az év legjobb európai filmje díjat, a kritikusok díját, női főszereplője, Emily Watson pedig az év legjobb színésznője elismerést.
Díjátadók voltak: Rüdiger Vogler német színész (legjobb színésznő díj), Ettore Scola olasz rendező (legjobb forgatókönyv), Hrafn Gunnlaugsson izlandi rendező (legjobb nem európai film), Samuel Goldwyn Jr. amerikai filmproducer (legjobb újoncfilm), Jörg Röggeberg, ARTE-alelnök (legjobb dokumentumfilm), Sabine Azéma francia színésznő (legjobb színész), valamint Ben Kingsley angol színész (legjobb film). A legjobb nem európai film – a Halott ember – rendezője, Jim Jarmusch munkája miatt nem tudott Európába jönni, Lars von Trier pedig nem vállalta az utazást a díjátadóra. Az előbbi helyett a Felix-trófeát az operatőr Robby Müller és a főszereplő Johnny Depp, míg az utóbbiét Vibeke Windelov producer vette át, aki örömében így kiáltott fel: „Nagyon jó nyerni!”

## Válogatás
| Az év legjobb európai filmje 1. Á köldum klaka (Hidegláz) – rendező: Friðrik Þór Friðriksson 2. Breaking the Waves (Hullámtörés) – rendező: Lars von Trier 3. Conte d’été (A nyár meséje) – rendező: Éric Rohmer 4. Kavkazszkij Plennik (Кавказский пленник) (A kaukázusi fogoly) – rendező: Szergej Bodrov 5. Kolja – rendező: Jan Svěrák 6. Michael Collins – rendező: Neil Jordan 7. Ponette – rendező: Jacques Doillon 8. Richard III (III. Richárd) – rendező: Richard Loncraine 9. Secrets and Lies (Titkok és hazugságok) – rendező: Mike Leigh 10. Trainspotting – rendező: Danny Boyle | Az év legjobb európai újoncfilmje 1. À toute vitesse – rendező: Gael Morel 2. Beautiful Thing (Csodálatos dolog) – rendező: Hettie MacDonald 3. Brothers in Trouble – rendező: Udayan Prasad 4. De nieuwe moeder (Az új anya) – rendező: Paula van der Oest 5. Guiltrip – rendező: Gerard Stembridge 6. La seconda volta (A második alkalom) – rendező: Mimmo Calopresti 7. Lea – rendező: Ivan Fila 8. Méfie-toi de l’eau qui dort – rendező: Jacques Deschamps 9. Some Mother’s Son (Őt is anya szülte) – rendező: Terry George 10. Zusje (Hugicám) – rendező: Robert Jan Westdijk |

## Díjazottak és jelöltek
| „Díjazott” – szürkéskék háttérrel   |
| „Jelölt” – világos szürke háttérrel |

### Az év legjobb európai filmje
| Magyar címe          | Eredeti címe       | Rendező        | Ország             |
| -------------------- | ------------------ | -------------- | ------------------ |
| Hullámtörés          | Breaking the Waves | Lars von Trier | Dánia              |
| Kolja                | Kolja              | Jan Svěrák     | Csehország         |
| Titkok és hazugságok | Secrets & Lies     | Mike Leigh     | Egyesült Királyság |

### Az év legjobb európai újoncfilmje
| Magyar címe       | Eredeti címe      | Rendező          | Ország                                   |
| ----------------- | ----------------- | ---------------- | ---------------------------------------- |
| Őt is anya szülte | Some Mother's Son | Terry George     | Írország · Amerikai Egyesült Államok     |
| Lea               | Lea               | Ivan Fíla        | Csehország · Németország · Franciaország |
| Csodálatos dolog  | Beautiful Thing   | Hettie MacDonald | Egyesült Királyság                       |

### Az év legjobb európai dokumentumfilmje – Arte díj
| Magyar címe | Eredeti címe                     | Rendező                                | Ország                                   |
| ----------- | -------------------------------- | -------------------------------------- | ---------------------------------------- |
| –––         | Vendetta - Blutrache in Albanien | Stanislaw Krzeminski, Jerzy Sladkowski | Németország · Svédország · Lengyelország |

### Az év legjobb európai színésznője
| Nyertesek és jelöltek | Magyar címe | Eredeti címe       |
| --------------------- | ----------- | ------------------ |
| Emily Watson          | Hullámtörés | Breaking the Waves |

### Az év legjobb európai színésze
| Nyertesek és jelöltek | Magyar címe  | Eredeti címe |
| --------------------- | ------------ | ------------ |
| Ian McKellen          | III. Richard | Richard III  |

### Az év legjobb európai forgatókönyvírója
| Nyertesek és jelöltek                   | Magyar címe        | Eredeti címe                           |
| --------------------------------------- | ------------------ | -------------------------------------- |
| Arif Aliev Szergej Bodrov Borisz Giller | A kaukázusi fogoly | Kavkazkij plennik (Кавказский пленник) |

### Az Európai Filmakadémia életműdíja
| Díjazott      | Foglalkozás | Ország             |
| ------------- | ----------- | ------------------ |
| Alec Guinness | színész     | Egyesült Királyság |

### A kritikusok Felix-díja – FIPRESCI-díj
| Magyar címe | Eredeti címe       | Rendező        | Ország                                                                                           |
| ----------- | ------------------ | -------------- | ------------------------------------------------------------------------------------------------ |
| Hullámtörés | Breaking the Waves | Lars von Trier | Dánia · Németország · Franciaország · Norvégia · Izland · Svédország · Spanyolország · Hollandia |

### Screen International öt kontinens díja
| Magyar címe  | Eredeti címe | Rendező      | Ország                                          |
| ------------ | ------------ | ------------ | ----------------------------------------------- |
| Halott ember | Dead Man     | Jim Jarmusch | Amerikai Egyesült Államok · Németország · Japán |